# Premier League Darts 2014
De Premier League Darts 2014 was de tiende editie van het jaarlijkse dartstoernooi georganiseerd door de PDC. Het toernooi liep van 6 februari 2014 in de Echo Arena in Liverpool tot 22 mei in The O2 in London. In de finale versloeg de Nederlander Raymond van Barneveld zijn landgenoot en titelverdediger Michael van Gerwen.

## Spelers
Op 1 januari 2014 werden de spelers bekendgemaakt. Dit waren de top-vier-spelers van de PDC Order of Merit vergezeld door zes spelers die werden uitgenodigd door middel van wildcards. De opzet van het toernooi was hetzelfde als in 2013. Ten opzichte van het jaar ervoor deden James Wade en Andy Hamilton niet mee. Er waren twee debutanten: Peter Wright en Dave Chisnall.
| Speler                | Aantal deelnames in de Premier League | Aantal deelnames op rij | Positie op de PDC Order of Merit | Beste resultaat                       | Kwalificatie        |
| --------------------- | ------------------------------------- | ----------------------- | -------------------------------- | ------------------------------------- | ------------------- |
| Michael van Gerwen    | 2e                                    | 2                       | 1                                | Winnaar (2013)                        | PDC Order of Merit  |
| Phil Taylor           | 10e                                   | 10                      | 2                                | Winnaar (2005-2008, 2010, 2012)       | PDC Order of Merit  |
| Simon Whitlock        | 5e                                    | 5                       | 3                                | Runner-up (2012)                      | PDC Order of Merit  |
| Adrian Lewis          | 7e                                    | 7                       | 4                                | Runner-up (2011)                      | PDC Order of Merit  |
| Dave Chisnall         | 1e                                    | 1                       | 5                                | Debuut                                | PDC Wildcard        |
| Peter Wright          | 1e                                    | 1                       | 7                                | Debuut                                | PDC Wildcard        |
| Wes Newton            | 2e                                    | 2                       | 8                                | Negende plaats (2013)                 | PDC Wildcard        |
| Robert Thornton       | 2e                                    | 2                       | 9                                | Vijfde plaats (2013)                  | PDC Wildcard        |
| Raymond van Barneveld | 9e                                    | 9                       | 10                               | Halvefinalist (2006–2009, 2011, 2013) | Sky Sports Wildcard |
| Gary Anderson         | 4e                                    | 4                       | 18                               | Winnaar (2011)                        | Sky Sports Wildcard |

## Speelsteden/-gelegenheden
| Liverpool                          | Bournemouth                         | Belfast                               | Glasgow                            |
| ---------------------------------- | ----------------------------------- | ------------------------------------- | ---------------------------------- |
| Echo Arena Donderdag 6 februari    | BIC Donderdag 13 februari           | Odyssey Arena Donderdag 20 februari   | SSE Hydro Donderdag 27 februari    |
|                                    |                                     |                                       |                                    |
| Exeter                             | Nottingham                          | Leeds                                 | Dublin                             |
| Westpoint Arena Donderdag 6 maart  | Capital FM Arena Donderdag 13 maart | First Direct Arena Donderdag 20 maart | The O2 Donderdag 27 maart          |
|                                    |                                     |                                       |                                    |
| Cardiff                            | Sheffield                           | Aberdeen                              | Manchester                         |
| Motorpoint Arena Donderdag 3 april | Motorpoint Arena Donderdag 10 april | GE Gas & Oil Arena Donderdag 17 april | Phones 4u Arena Donderdag 24 april |
|                                    |                                     |                                       |                                    |
| Birmingham                         | Newcastle                           | Brighton                              | Londen                             |
| NIA Donderdag 1 mei                | Metro Radio Arena Donderdag 8 mei   | The Brighton Centre Donderdag 15 mei  | The O2 Donderdag 22 mei            |
|                                    |                                     |                                       |                                    |

## Prijzengeld
Het prijzengeld is verhoogd van £520.000 in 2013 tot £550.000 dit jaar.
| Eindklassering | Prijzengeld |
| -------------- | ----------- |
| Winnaar        | £150.000    |
| Finalist       | £75.000     |
| Halvefinalist  | £60.000     |
| 5e plaats      | £50.000     |
| 6e plaats      | £45.000     |
| 7e plaats      | £35.000     |
| 8e plaats      | £30.000     |
| 9e plaats      | £25.000     |
| 10e plaats     | £20.000     |

## Uitslagen

### Groepsfase

#### 6 februari
Echo Arena Liverpool, Liverpool
|                                    | Score |                           |
| ---------------------------------- | ----- | ------------------------- |
| Dave Chisnall 93.87                | 7-5   | Robert Thornton 93.28     |
| Peter Wright 97.53                 | 7-3   | Wes Newton 93.75          |
| Raymond van Barneveld 108.52       | 7-2   | Gary Anderson 100.71      |
| Phil Taylor 99.45                  | 0-7   | Michael van Gerwen 109.59 |
| Simon Whitlock 86.31               | 1-7   | Adrian Lewis 99.13        |
| Avondgemiddelde: 98.21             |       |                           |
| Hoogste checkout: Adrian Lewis 130 |       |                           |

#### 13 februari
BIC, Bournemouth
|                                  | Score |                             |
| -------------------------------- | ----- | --------------------------- |
| Wes Newton 91.36                 | 7-5   | Raymond van Barneveld 89.69 |
| Peter Wright 92.40               | 6-6   | Dave Chisnall 83.83         |
| Gary Anderson 98.13              | 7-2   | Simon Whitlock 90.05        |
| Adrian Lewis 100.57              | 7-3   | Phil Taylor 98.27           |
| Robert Thornton 90.23            | 5-7   | Michael van Gerwen 95.83    |
| Avondgemiddelde: 93.04           |       |                             |
| Hoogste checkout: Wes Newton 149 |       |                             |

#### 20 februari
Odyssey Arena, Belfast
|                                     | Score |                           |
| ----------------------------------- | ----- | ------------------------- |
| Robert Thornton 105.21              | 7-2   | Gary Anderson 95.02       |
| Dave Chisnall 101.01                | 4-7   | Michael van Gerwen 103.60 |
| Peter Wright 100.40                 | 7-4   | Phil Taylor 101.03        |
| Wes Newton 93.82                    | 7-2   | Adrian Lewis 89.54        |
| Raymond van Barneveld 95.96         | 7-4   | Simon Whitlock 95.44      |
| Avondgemiddelde: 98.10              |       |                           |
| Hoogste checkout: Gary Anderson 121 |       |                           |

#### 27 februari
SSE Hydro, Glasgow
|                                     | Score |                              |
| ----------------------------------- | ----- | ---------------------------- |
| Peter Wright 93.32                  | 7-1   | Adrian Lewis 90.85           |
| Robert Thornton 82.66               | 6-6   | Wes Newton 88.45             |
| Simon Whitlock 94.35                | 3-7   | Phil Taylor 104.82           |
| Michael van Gerwen 98.25            | 5-7   | Raymond van Barneveld 107.31 |
| Dave Chisnall 103.19                | 5-7   | Gary Anderson 106.22         |
| Avondgemiddelde: 96.94              |       |                              |
| Hoogste checkout: Gary Anderson 170 |       |                              |

#### 6 maart
Westpoint Arena, Exeter
|                                      | Score |                          |
| ------------------------------------ | ----- | ------------------------ |
| Peter Wright 98.75                   | 6-6   | Robert Thornton 95.23    |
| Raymond van Barneveld 87.69          | 6-6   | Dave Chisnall 92.46      |
| Adrian Lewis 98.19                   | 6-6   | Michael van Gerwen 97.49 |
| Phil Taylor 99.91                    | 5-7   | Gary Anderson 96.10      |
| Simon Whitlock 99.53                 | 7-5   | Robert Thornton* 103.12  |
| Avondgemiddelde: 96.85               |       |                          |
| Hoogste checkout: Simon Whitlock 150 |       |                          |

*Oorspronkelijk hoorde Wes Newton tegen Simon Whitlock te spelen. Door ziekte kon hij niet spelen. Newton speelt nu tegen Whitlock op 27 maart (week 8).

#### 13 maart
Capital FM Arena, Nottingham
|                                    | Score |                       |
| ---------------------------------- | ----- | --------------------- |
| Simon Whitlock 88.28               | 3-7   | Peter Wright 100.72   |
| Adrian Lewis 89.43                 | 7-5   | Gary Anderson 90.62   |
| Michael van Gerwen 105.05          | 7-1   | Wes Newton 103.36     |
| Raymond van Barneveld 99.46        | 6-6   | Robert Thornton 97.48 |
| Phil Taylor 98.46                  | 7-5   | Dave Chisnall 92.43   |
| Avondgemiddelde: 96.53             |       |                       |
| Hoogste checkout: Peter Wright 132 |       |                       |

#### 20 maart
First Direct Arena, Leeds
|                                    | Score |                              |
| ---------------------------------- | ----- | ---------------------------- |
| Dave Chisnall 96.15                | 6-6   | Simon Whitlock 90.58         |
| Robert Thornton 87.57              | 6-6   | Adrian Lewis 93.62           |
| Gary Anderson 99.02                | 5-7   | Michael van Gerwen 102.30    |
| Wes Newton 101.17                  | 1-7   | Phil Taylor 106.91           |
| Peter Wright 97.80                 | 6-6   | Raymond van Barneveld 100.81 |
| Avondgemiddelde: 97.29             |       |                              |
| Hoogste checkout: Peter Wright 161 |       |                              |

#### 27 maart
The O2, Dublin
|                                             | Score |                             |
| ------------------------------------------- | ----- | --------------------------- |
| Gary Anderson 97.41                         | 7-3   | Wes Newton 91.45            |
| Adrian Lewis 99.14                          | 6-6   | Dave Chisnall 101.22        |
| Wes Newton 92.82                            | 6-6   | Simon Whitlock 91.89        |
| Michael van Gerwen 101.22                   | 7-5   | Peter Wright 96.84          |
| Phil Taylor 96.92                           | 6-6   | Raymond van Barneveld 98.72 |
| Avondgemiddelde: 96.76                      |       |                             |
| Hoogste checkout: Raymond van Barneveld 160 |       |                             |

*Oorspronkelijk hoorde Robert Thornton tegen Simon Whitlock te spelen. Door ziekte kon Newton op 6 maart (week 5) niet spelen, Thornton speelde toen tegen Whitlock.

#### 3 april
Motorpoint Arena, Cardiff
|                                      | Score |                             |
| ------------------------------------ | ----- | --------------------------- |
| Gary Anderson 94.15                  | 5-7   | Peter Wright 92.87          |
| Michael van Gerwen 103.67            | 6-6   | Simon Whitlock 100.34       |
| Adrian Lewis 90.95                   | 6-6   | Raymond van Barneveld 89.43 |
| Wes Newton 88.02                     | 5-7   | Dave Chisnall 95.85         |
| Phil Taylor 102.48                   | 7-4   | Robert Thornton 99.12       |
| Avondgemiddelde: 95.68               |       |                             |
| Hoogste checkout: Simon Whitlock 170 |       |                             |

#### 10 april
Motorpoint Arena, Sheffield
|                                     | Score |                             |
| ----------------------------------- | ----- | --------------------------- |
| Dave Chisnall 101.29                | 5-7   | Raymond van Barneveld 94.72 |
| Peter Wright 98.21                  | 4-7   | Gary Anderson 100.91        |
| Michael van Gerwen 104.32           | 7-5   | Robert Thornton 94.76       |
| Phil Taylor 100.96                  | 7-4   | Adrian Lewis 98.53          |
| Raymond van Barneveld 95.91         | 7-5   | Peter Wright 96.09          |
| Avondgemiddelde: 98.57              |       |                             |
| Hoogste checkout: Dave Chisnall 164 |       |                             |

#### 17 april
GE Gas & Oil Arena, Aberdeen
|                                     | Score |                             |
| ----------------------------------- | ----- | --------------------------- |
| Gary Anderson 96.38                 | 7-4   | Adrian Lewis 99.44          |
| Michael van Gerwen 101.48           | 4-7   | Phil Taylor 106.30          |
| Peter Wright 95.72                  | 4-7   | Dave Chisnall 103.50        |
| Robert Thornton 87.67               | 1-7   | Raymond van Barneveld 99.73 |
| Michael van Gerwen 95.89            | 7-4   | Adrian Lewis 95.60          |
| Avondgemiddelde: 98.17              |       |                             |
| Hoogste checkout: Gary Anderson 138 |       |                             |

#### 24 april
Phones 4u Arena, Manchester
|                                       | Score |                       |
| ------------------------------------- | ----- | --------------------- |
| Robert Thornton 98.16                 | 5-7   | Peter Wright 97.71    |
| Gary Anderson 98.01                   | 6-6   | Phil Taylor 106.65    |
| Raymond van Barneveld 104.19          | 7-3   | Adrian Lewis 89.49    |
| Michael van Gerwen 99.51              | 7-4   | Dave Chisnall 96.31   |
| Gary Anderson 91.11                   | 6-6   | Robert Thornton 94.49 |
| Avondgemiddelde: 97.56                |       |                       |
| Hoogste checkout: Robert Thornton 137 |       |                       |

#### 1 mei
National Indoor Arena, Birmingham
|                                    | Score |                      |
| ---------------------------------- | ----- | -------------------- |
| Robert Thornton 104.30             | 7-5   | Dave Chisnall 97.99  |
| Raymond van Barneveld 95.63        | 6-6   | Phil Taylor 95.69    |
| Michael van Gerwen 97.48           | 4-7   | Gary Anderson 100.80 |
| Adrian Lewis 98.67                 | 6-6   | Peter Wright 97.70   |
| Dave Chisnall 92.65                | 2-7   | Phil Taylor 101.98   |
| Avondgemiddelde: 98.29             |       |                      |
| Hoogste checkout: Adrian Lewis 122 |       |                      |

#### 8 mei
Metro Radio Arena, Newcastle
|                                          | Score |                           |
| ---------------------------------------- | ----- | ------------------------- |
| Gary Anderson 97.90                      | 7–4   | Dave Chisnall 94.48       |
| Adrian Lewis 96.59                       | 7–5   | Robert Thornton 89.25     |
| Phil Taylor 100.47                       | 6–6   | Peter Wright 100.79       |
| Raymond van Barneveld 96.14              | 4–7   | Michael van Gerwen 105.49 |
| Avondgemiddelde: 97.64                   |       |                           |
| Hoogste checkout: Michael van Gerwen 132 |       |                           |

#### 15 mei
The Brighton Centre, Brighton
|                                    | Score |                             |
| ---------------------------------- | ----- | --------------------------- |
| Dave Chisnall 92.05                | 4-7   | Adrian Lewis 95.71          |
| Gary Anderson 101.30               | 7-4   | Raymond van Barneveld 95.65 |
| Robert Thornton 95.18              | 5-7   | Phil Taylor 101.29          |
| Peter Wright 104.54                | 5-7   | Michael van Gerwen 110.85   |
| Avondgemiddelde: 99.57             |       |                             |
| Hoogste checkout: Peter Wright 161 |       |                             |

### Play-offs(22 mei)
The O2, Londen
|                                             | Score |                              |
| ------------------------------------------- | ----- | ---------------------------- |
| Halve finales (best of 15 legs)             |       |                              |
| Michael van Gerwen 101.18                   | 8-7   | Gary Anderson 99.07          |
| Raymond van Barneveld 92.27                 | 8-5   | Phil Taylor 93.43            |
| Finale (best of 19 legs)                    |       |                              |
| Michael van Gerwen 102.98                   | 6-10  | Raymond van Barneveld 101.93 |
| Avondgemiddelde: 98.48                      |       |                              |
| Hoogste checkout: Raymond van Barneveld 116 |       |                              |

### Tabellen

#### Groepsfase
| Positie | Naam                  | Gespeeld | Winst | Gelijk | Verlies | Legs voor | Legs tegen | +/− | Punten |
| ------- | --------------------- | -------- | ----- | ------ | ------- | --------- | ---------- | --- | ------ |
| 1       | Michael van Gerwen    | 16       | 11    | 2      | 3       | 102       | 75         | +27 | 24     |
| 2       | Raymond van Barneveld | 16       | 7     | 6      | 3       | 98        | 82         | +16 | 20     |
| 3       | Phil Taylor           | 16       | 8     | 4      | 4       | 92        | 80         | +12 | 20     |
| 4       | Gary Anderson         | 16       | 9     | 2      | 5       | 94        | 82         | +12 | 20     |
| 5       | Peter Wright          | 16       | 6     | 5      | 5       | 95        | 86         | +9  | 17     |
| 6       | Adrian Lewis          | 16       | 5     | 5      | 6       | 83        | 90         | −7  | 15     |
| 7       | Dave Chisnall         | 16       | 3     | 4      | 9       | 83        | 101        | −18 | 10     |
| 8       | Robert Thornton       | 16       | 2     | 5      | 9       | 84        | 100        | −16 | 9      |
| 9       | Wes Newton            | 9        | 2     | 2      | 5       | 39        | 54         | −15 | 6      |
| 10      | Simon Whitlock        | 9        | 1     | 3      | 5       | 38        | 58         | −20 | 5      |

- Laatste twee spelers vielen na speeldag 9 (3 april) af, top vier plaatste zich na speeldag 15 (15 mei) voor de play-offs.
- NB: De darters worden gerankt op punten. Als dat gelijk is, worden ze gerankt op +/− leg. Als de +/− leg gelijk is, dan worden ze gerankt op de legs gewonnen tegen de darts in. Als dit ook gelijk is, worden ze gerankt op het gemiddelde wat er gegooid wordt met drie pijlen.

#### Toernooireeks
| Raymond van Barneveld | W | V | W | W | G  | G  | G | G | G  | G  | G | W             | W             | W             | W             | W             | W             | G             | G             | V             | V             | W | W |
| Michael van Gerwen    | W | W | W | V | G  | G  | W | W | W  | W  | G | W             | W             | V             | W             | W             | W             | V             | V             | W             | W             | W | V |
| Phil Taylor           | V | V | V | W | V  | V  | W | W | G  | G  | W | W             | W             | W             | W             | G             | G             | G             | W             | G             | W             | V |   |
| Gary Anderson         | V | W | V | W | W  | W  | V | V | W  | W  | V | W             | W             | W             | W             | G             | G             | W             | W             | W             | W             | V |   |
| Peter Wright          | W | G | W | W | G  | G  | W | G | V  | V  | W | V             | V             | V             | V             | W             | W             | G             | G             | G             | V             |   |   |
| Adrian Lewis          | W | W | V | V | G  | G  | W | G | G  | G  | G | V             | V             | V             | V             | V             | V             | G             | G             | W             | W             |   |   |
| Dave Chisnall         | W | G | V | V | G  | G  | V | G | G  | G  | W | V             | V             | W             | W             | V             | V             | V             | V             | V             | V             |   |   |
| Robert Thornton       | V | V | W | G | G  | V  | G | G | NG | NG | V | V             | V             | V             | V             | V             | G             | W             | W             | V             | V             |   |   |
| Wes Newton            | V | W | W | G | NG | NG | V | V | V  | G  | V | Uitgeschakeld | Uitgeschakeld | Uitgeschakeld | Uitgeschakeld | Uitgeschakeld | Uitgeschakeld | Uitgeschakeld | Uitgeschakeld | Uitgeschakeld | Uitgeschakeld |   |   |
| Simon Whitlock        | V | V | V | V | W  | W  | V | G | G  | G  | G | Uitgeschakeld | Uitgeschakeld | Uitgeschakeld | Uitgeschakeld | Uitgeschakeld | Uitgeschakeld | Uitgeschakeld | Uitgeschakeld | Uitgeschakeld | Uitgeschakeld |   |   |

- NB: W = Gewonnen, G = Gelijk, V = Verloren, NG = Niet Gespeeld